# カンプリ
カンプリ（イタリア語: Campli）は、イタリア共和国アブルッツォ州テーラモ県にある、人口約7,100人の基礎自治体（コムーネ）。

## 地理

### 位置・広がり

#### 隣接コムーネ
隣接するコムーネは以下の通り。括弧内のPEはペスカーラ県所属を示す。
- ベッランテ
- チヴィテッラ・デル・トロント
- サントメーロ
- テーラモ
- トッリチェッラ・シクーラ
- ヴァッレ・カステッラーナ

## 行政

### 分離集落
カンプリには、以下の分離集落（フラツィオーネ）がある。
- Battaglia, Boceto, Campiglio, Campovalano, Cesenà, Cognoli, Colli, Collicelli, Fichieri, Floriano, Fonte a Collina, Friscoli, Gagliano, Garrufo, Guazzano, I Cappuccini, La Traversa, Masseri, Molviano, Morge, Nocella, Paduli, Pagannoni superiore e inferiore, Pastinella, Paterno, Piancarani, Plicati, Prognoli, Roiano, Sant'Onofrio, Terrabianca, Trinità, Villa Camera